# Xavier Arumí i Dou
Xavier Arumí i Dou (1932-2025) fou un advocat català. El 2002 va rebre la Creu de Sant Jordi en reconeixement de la intensa trajectòria que ha desplegat en l'àmbit cívic, vinculada, sobretot, a la ciutat de Vic. La seva sostinguda aportació a nombroses institucions i entitats es va basar, fonamentalment, en una tasca constant d'assessorament jurídic.
En l'àmbit cívic, fou president del Consorci Hospitalari de Vic entre 1993 i 1996, així com membre de la primera junta de Sant Tomàs. També va participar en la redacció dels estatuts del Museu Episcopal de Vic.